# Karl-Heinz Hopp
Karl-Heinz Hopp   (Olsztyn, 20 de novembre de 1936 - Palingen, 11 de febrer de 2007) fou un remer alemany que va competir durant les dècades de 1950 i 1960.
El 1960 va prendre part en els Jocs Olímpics d'Estiu de Roma, on guanyà la medalla d'or en la prova del vuit amb timoner del programa de rem.
En el seu palmarès també destaquen tres medalles d'or al Campionat d'Europa de rem, entre les edicions del 1958 i 1961. A nivell nacional guanyà sis campionats alemanys.
Una vegada retirat va practicar el pentatló modern.